# Alchemilla perspicua
Alchemilla perspicua é uma espécie de rosácea do gênero Alchemilla, pertencente à família Rosaceae.